# Matteo Maria Boiardo

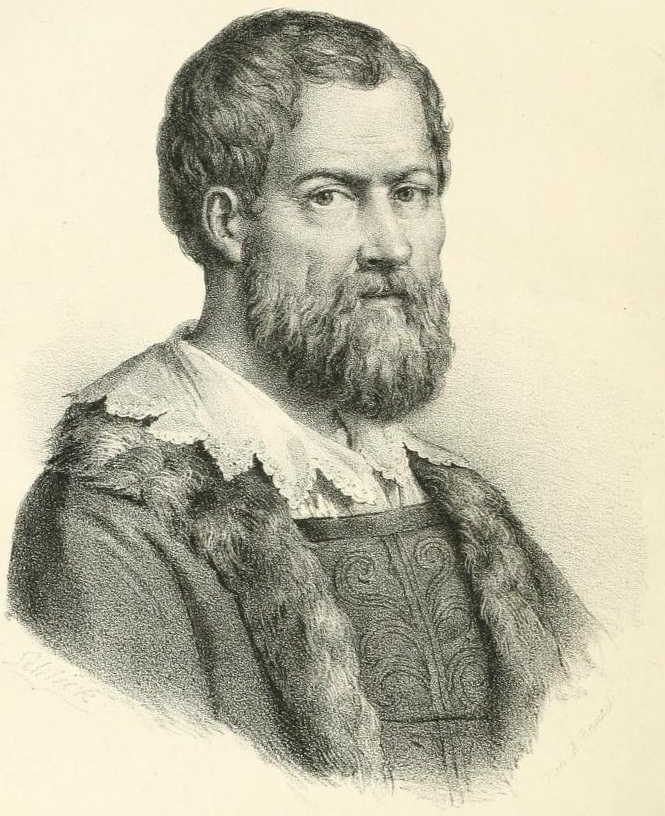
Porträtt av Matteo Maria Boiardo.

Matteo Maria Boiardo, född maj eller juni 1441 i Scandiano, död 19 december 1494 i Reggio nell'Emilia, var en italiensk renässansdiktare.
Matteo Maria Boiardo fick i uppdrag av huset Este att vara ståthållare i Modena och Reggio nell'Emilia. Hans främsta arbete är eposet Orlando innamorato (Den förälskade Roland), en riddardikt med karolingiskt stoff, skriven på versmåttet ottava rima. De två första delarna utgavs år 1483, den tredje och sista delen kom postumt året efter diktarens död år 1495. Den rasande Roland av Ludovico Ariosto skrevs som en direkt fortsättning på detta verk.
Boiardos sångskatt inspirerades av kärleken till Antonia Caprara.